# Cathédrale Saint-Augustin de Koudougou
Cette  cathédrale n’est pas la seule cathédrale Saint-Augustin.
La cathédrale Saint-Augustin de Koudougou au Burkina Faso est la cathédrale du diocèse de Koudougou.
La paroisse est devenue cathédrale avec la fondation du diocèse le 14 septembre 1955.